# Liste d'ambassadeurs de Finlande en Europe
Liste des représentants diplomatiques finlandais en Europe. La liste comprend tous les représentants historiques par pays.

## Représentations actuelles de la Finlande en Europe

### Athènes (Grèce)
| Relations diplomatiques établies | Relations diplomatiques établies | Relations diplomatiques établies |
| 1919.                            | 1919.                            | 1919.                            |
| Représentant                     | Période                          | Poste                            |
| -------------------------------- | -------------------------------- | -------------------------------- |
| Väinö Tanner (Bucarest)          | 1920–1923                        | chargé d'affaires                |
| Pontus Artti (Rome)              | 1931–1936                        | envoyé                           |
| Rafael Erich (Rome)              | 1936–1938                        | envoyé                           |
| Eero Järnefelt (Rome)            | 1938–1940                        | envoyé                           |
| Niilo Orasmaa ( Belgrade)        | 1954–1956                        | envoyé                           |
| Otso Wartiovaara ( Belgrade)     | 1956–1961                        | envoyé                           |
| Olavi Raustila ( Belgrade)       | 1961–1965                        | envoyé                           |
| Olavi Raustila ( Belgrade)       | 1965                             | envoyé                           |
| Taneli Kekkonen ( Belgrade)      | 1966–1970                        | ambassadeur                      |
| Olli Bergman ( Belgrade)         | 1970–1972                        | ambassadeur                      |
| Risto Hyvärinen ( Belgrade)      | 1972–1975                        | ambassadeur                      |
| Eeva-Kristiina Forsman           | 1976–1977                        | ambassadeur                      |
| Heikki Kalha                     | 1977–1980                        | ambassadeur                      |
| Eva-Christina Mäkeläinen         | 1980–1985                        | ambassadeur                      |
| Paul Jyrkänkallio                | 1985–1988                        | ambassadeur                      |
| Erkki Tiilikainen                | 1988–1992                        | ambassadeur                      |
| Ralf Friberg                     | 1992–1995                        | ambassadeur                      |
| Antti Lassila                    | 1995–1997                        | ambassadeur                      |
| Arto Tanner                      | 1998–2000                        | ambassadeur                      |
| Tapani Brotherus                 | 2000–2003                        | ambassadeur                      |
| Ole Norrback                     | 2003–2007                        | ambassadeur                      |
| Erkki Huittinen                  | 2007–2011                        | ambassadeur                      |
| Pekka Lintu                      | 2011–2014                        | ambassadeur                      |
| Pauli Mäkelä                     | 2014–2016,                       | ambassadeur                      |
| Juha Pyykkö                      | 2017 -                           | ambassadeur                      |

### Belgrade (Yougoslavie/Serbie et Montenegro/Serbie)

#### Royaume de Yougoslavie
| Relations diplomatiques établies | Relations diplomatiques établies | Relations diplomatiques établies |
| 1928. 1941 (interrompues)        | 1928. 1941 (interrompues)        | 1928. 1941 (interrompues)        |
| Représentant                     | Période                          | Poste                            |
| -------------------------------- | -------------------------------- | -------------------------------- |
| Onni Talas (Budapest)            | 1934–1940                        | envoyé                           |
| Eduard Palin (Bucarest)          | 1941                             | envoyé                           |

#### République socialiste de Yougoslavie
| Relations diplomatiques établies | Relations diplomatiques établies | Relations diplomatiques établies |
| 1948 (réétablies)                | 1948 (réétablies)                | 1948 (réétablies)                |
| Représentant                     | Période                          | Poste                            |
| -------------------------------- | -------------------------------- | -------------------------------- |
| Ville Niskanen                   | 1948–1953                        | envoyé                           |
| Niilo Orasmaa                    | 1953–1956                        | envoyé                           |
| Otso Wartiovaara                 | 1956–1958                        | envoyé                           |
| Otso Wartiovaara                 | 1958–1961                        | ambassadeur                      |
| Olavi Raustila                   | 1961–1965                        | ambassadeur                      |
| Taneli Kekkonen                  | 1965–1970                        | ambassadeur                      |
| Olli Bergman                     | 1970–1972                        | ambassadeur                      |
| Risto Hyvärinen                  | 1972–1975                        | ambassadeur                      |
| Eeva-Kristiina Forsman           | 1975–1980                        | ambassadeur                      |
| Matti Kahiluoto                  | 1981–1984                        | ambassadeur                      |
| Heikki Talvitie                  | 1984–1988                        | ambassadeur                      |
| Jorma Inki                       | 1988–1991                        | ambassadeur                      |

#### République fédérale de Yougoslavie/Serbie et Montenegro
| Représentant     | Période   | Poste             |
| ---------------- | --------- | ----------------- |
| Mauno Castrén    | 1991–1992 | ambassadeur       |
| Ilpo Manninen    | 1994–1998 | chargé d’affaires |
| Hannu Mäntyvaara | 1998–2002 | ambassadeur       |
| Anna-Maija Korpi | 2002–2006 | ambassadeur       |

#### Serbie
| Représentant     | Période   | Poste       |
| ---------------- | --------- | ----------- |
| Anna-Maija Korpi | 2006–2007 | ambassadeur |
| Kari Veijalainen | 2007–2011 | ambassadeur |
| Pekka Orpana     | 2011–2015 | ambassadeur |
| Pertti Ikonen    | 2015-2019 | ambassadeur |
| Kimmo Lähdevirta | 2019-     | ambassadeur |

### Berlin (Allemagne)

#### Empire allemand
| Relations diplomatiques établies | Relations diplomatiques établies | Relations diplomatiques établies |
| 4.1.1918. 1944 (interrompues)    | 4.1.1918. 1944 (interrompues)    | 4.1.1918. 1944 (interrompues)    |
| Représentant                     | Période                          | Poste                            |
| -------------------------------- | -------------------------------- | -------------------------------- |
| Edvard Hjelt                     | 1918                             | chargé d’affaires                |
| Edvard Hjelt                     | 1918–1919                        | envoyé                           |
| Juho Jännes                      | 1919–1920                        | envoyé                           |
| Harri Holma                      | 1920–1921                        | chargé d’affaires                |
| Harri Holma                      | 1921–1927                        | envoyé                           |
| Wäinö Wuolijoki                  | 1927–1933                        | envoyé                           |
| Aarne Wuorimaa                   | 1933–1940                        | envoyé                           |
| T. M. Kivimäki                   | 1940–1944                        | envoyé                           |

#### République démocratique allemande
| Relations diplomatiques établies | Relations diplomatiques établies | Relations diplomatiques établies |
| 7.1.1973                         | 7.1.1973                         | 7.1.1973                         |
| Représentant                     | Période                          | Poste                            |
| -------------------------------- | -------------------------------- | -------------------------------- |
| Esko Vaartela (Berlin-Est)       | 1973–1974                        | ambassadeur                      |
| Osmo Kock (Berlin-Est)           | 1974–1979                        | ambassadeur                      |
| Kuuno Honkonen (Berlin-Est)      | 1979–1983                        | ambassadeur                      |
| Ensio Helaniemi (Berlin-Est)     | 1983–1986                        | ambassadeur                      |
| Arto Tanner (Berlin-Est)         | 1986–1990                        | ambassadeur                      |

#### République fédérale d'Allemagne
| Relations diplomatiques établies | Relations diplomatiques établies | Relations diplomatiques établies |
| 7.1.1973                         | 7.1.1973                         | 7.1.1973                         |
| Représentant                     | Période                          | Poste                            |
| -------------------------------- | -------------------------------- | -------------------------------- |
| Yrjö Väänänen (Bonn)             | 1973–1974                        | ambassadeur                      |
| Björn-Olof Alholm (Bonn)         | 1974–1977                        | ambassadeur                      |
| Pentti Talvitie (Bonn)           | 1977–1979                        | ambassadeur                      |
| Arvo Rytkönen (Bonn)             | 1979–1980                        | ambassadeur                      |
| Heikki Kalha (Bonn)              | 1980–1985                        | ambassadeur                      |
| Antti Karppinen (Bonn)           | 1985–1990                        | ambassadeur                      |
| Kai Helenius                     | 1990–1996                        | ambassadeur                      |
| Arto Mansala                     | 1996–2001                        | ambassadeur                      |
| Leif Fagernäs                    | 2001–2004                        | ambassadeur                      |
| René Nyberg                      | 2004–2008                        | ambassadeur                      |
| Harry Helenius                   | 2008–2011                        | ambassadeur                      |
| Päivi Luostarinen                | 2011– 2015                       | ambassadeur                      |
| Ritva Koukku-Ronde               | 2015 -2019                       | ambassadeur                      |
| Anne Sipiläinen                  | 2019-                            | ambassadeur                      |

### Berne (Suisse)
| Relations diplomatiques établies | Relations diplomatiques établies | Relations diplomatiques établies |
| 29.1.1926.                       | 29.1.1926.                       | 29.1.1926.                       |
| Représentant                     | Période                          | Poste                            |
| -------------------------------- | -------------------------------- | -------------------------------- |
| Rafael Erich (Genève)            | 1926–1927                        | envoyé                           |
| Rudolf Holsti (Genève)           | 1927–1940                        | envoyé                           |
| Hugo Valvanne                    | 1940–1941                        | chargé d’affaires                |
| Tapio Voionmaa                   | 1941–1946                        | envoyé                           |
| Heikki Leppo                     | 1946–1948                        | chargé d’affaires                |
| Reinhold Svento                  | 1948–1951                        | envoyé                           |
| Åke Gartz                        | 1951–1953                        | envoyé                           |
| Helge von Knorring               | 1953–1956                        | envoyé                           |
| Hugo Valvanne                    | 1956–1957                        | envoyé                           |
| Hugo Valvanne                    | 1957–1959                        | ambassadeur                      |
| Osmo Orkomies                    | 1959–1962                        | ambassadeur                      |
| Olavi Munkki                     | 1962–1965                        | ambassadeur                      |
| Ragnar Smedslund                 | 1965–1967                        | ambassadeur                      |
| Björn-Olof Alholm                | 1968–1970                        | ambassadeur                      |
| Martti Salomies                  | 1970–1974                        | ambassadeur                      |
| Kaarlo Mäkelä                    | 1974–1976                        | ambassadeur                      |
| Joel Toivola                     | 1976–1982                        | ambassadeur                      |
| Richard Tötterman                | 1983–1990                        | ambassadeur                      |
| Paavo Kaarlehto                  | 1990–1992                        | ambassadeur                      |
| Henry Söderholm                  | 1992–1996                        | ambassadeur                      |
| Olli Mennander                   | 1996–2001                        | ambassadeur                      |
| Antti Hynninen                   | 2001–2005                        | ambassadeur                      |
| Pekka Ojanen                     | 2005–2009                        | ambassadeur                      |
| Alpo Rusi                        | 2009–2014                        | ambassadeur                      |
| Jari Luoto                       | 2014–2017                        | ambassadeur                      |
| Timo Rajakangas                  | 2017 -                           | ambassadeur                      |

### Bruxelles (Belgique)
| Représentant,               | Période   | Poste             |
| --------------------------- | --------- | ----------------- |
| Yrjö Saastamoinen (La Haye) | 1920      | chargé d’affaires |
| G. A. Gripenberg (La Haye)  | 1921–1923 | chargé d’affaires |
| Yrjö Saastamoinen (La Haye) | 1923–1924 | chargé d’affaires |
| Yrjö Saastamoinen (La Haye) | 1924–1925 | chargé d’affaires |
| Carl Enckell (Paris)        | 1926–1927 | envoyé            |
| Harri Holma (Paris)         | 1927–1938 | envoyé            |
| Leonard Åström              | 1938–1939 | envoyé            |
| Hugo Valvanne               | 1939–1940 | envoyé            |
| Ragnar Nummelin             | 1947–1956 | envoyé            |
| Tapio Voionmaa              | 1950–1957 | envoyé            |
| Lauri Hjelt                 | 1957–1959 | ambassadeur       |
| Alexander Thesleff          | 1959–1963 | ambassadeur       |
| Olavi Murto                 | 1963–1967 | ambassadeur       |
| Reino Honkaranta            | 1967–1970 | ambassadeur       |
| Aarni Talvitie              | 1970–1975 | ambassadeur       |
| Åke Wihtol                  | 1975–1981 | ambassadeur       |
| Paavo Kaarlehto             | 1981–1985 | ambassadeur       |
| Heikki Talvitie             | 1985–1991 | ambassadeur       |
| Olli Mennander              | 1991–1995 | ambassadeur       |
| Aapo Pölhö                  | 2007–2011 | ambassadeur       |
| Per-Mikael Engberg          | 2011–???? | ambassadeur       |
| Riitta Resch                | 2018-     | ambassadeur       |

### Budapest (Hongrie)
| Période                     | Représentant | Poste             |
| --------------------------- | ------------ | ----------------- |
| Gustaf Idman (Copenhague)   | 1922–1927    | envoyé            |
| E. N. Setälä (Copenhague)   | 1927–1930    | envoyé            |
| Onni Talas (Copenhague)     | 1930–1934    | envoyé            |
| Onni Talas                  | 1934–1940    | envoyé            |
| Aarne Wuorimaa              | 1940–1944    | envoyé            |
| Uno Koistinen               | 1950–1951    | chargé d’affaires |
| Lauri Hjelt                 | 1951–1957    | chargé d’affaires |
| Toivo Heikkilä              | 1957–1960    | chargé d’affaires |
| Toivo Heikkilä              | 1960–1963    | ambassadeur       |
| Reino Palas                 | 1963–1965    | ambassadeur       |
| Olavi Raustila              | 1965–1969    | ambassadeur       |
| Martti Ingman               | 1969–1973    | ambassadeur       |
| Paul Jyrkänkallio           | 1973–1977    | ambassadeur       |
| Kaarlo Juhana Yrjö-Koskinen | 1977–1979    | ambassadeur       |
| Osmo Väinölä                | 1979–1985    | ambassadeur       |
| Arto Mansala                | 1985–1989    | ambassadeur       |
| Risto Hyvärinen             | 1989–1992    | ambassadeur       |
| Pertti Torstila             | 1992–1996    | ambassadeur       |
| Jaakko Kaurinkoski          | 1996–1998    | ambassadeur       |
| Hannu Halinen               | 1998–2002    | ambassadeur       |
| Pekka Kujasalo              | 2002–2007    | ambassadeur       |
| Jari Vilén                  | 2007–2012    | ambassadeur       |
| Pasi Tuominen               | 2012–2015    | ambassadeur       |
| Petri Tuomi-Nikula          | 2016-2018    | ambassadeur       |
| Markku Virri                | 2018-        | ambassadeur       |

### Bucarest (Roumanie)
| Représentant                  | Période    | Poste             |
| ----------------------------- | ---------- | ----------------- |
| Väinö Tanner                  | 1920       | accrédité         |
| Väinö Tanner (Varsovie)       | 1920–1921  | chargé d’affaires |
| Väinö Tanner (Varsovie)       | 1921–1923  | envoyé            |
| Hjalmar J. Procopé (Varsovie) | 1927–1928  | envoyé            |
| Gustaf Idman (Varsovie)       | 1928–1938  | envoyé            |
| Bruno Kivikoski (Varsovie)    | 1938–1939  | envoyé            |
| Ensio Hiitonen                | 1939       | chargé d’affaires |
| Bruno Kivikoski               | 1939–1941  | envoyé            |
| Eduard Palin                  | 1941–1945  | envoyé            |
| Cay Sundström (Moscou)        | 1949–1953  | envoyé            |
| Åke Gartz (Moscou)            | 1953–1955  | envoyé            |
| Eero Wuori (Moscou)           | 1955–1956  | envoyé            |
| Gunnar Palmroth (Varsovie)    | 1956–1958  | envoyé            |
| Jorma Vanamo (Varsovie)       | 1958–1960  | envoyé            |
| Matti Pyykkö                  | 1960–1962  | chargé d’affaires |
| Vesa Hiekkanen                | 1962–1963  | chargé d’affaires |
| Martti Salomies               | 1963       | chargé d’affaires |
| Martti Salomies               | 1963–1966  | ambassadeur       |
| Björn-Olof Alholm             | 1966–1968  | ambassadeur       |
| Kaarlo Mäkelä                 | 1968–1972  | ambassadeur       |
| Pentti Suomela                | 1972–1976  | ambassadeur       |
| Matti Häkkänen                | 1976–1980  | ambassadeur       |
| Olli Bergman                  | 1980–1983  | ambassadeur       |
| Jussi Montonen                | 1984–1986  | ambassadeur       |
| Osmo Kock                     | 1987–1990  | ambassadeur       |
| Bo Ådahl                      | 1990–1992  | ambassadeur       |
| Timo Koponen                  | 1992–1996  | ambassadeur       |
| Mikko Heikinheimo             | 1996–2000  | ambassadeur       |
| Pekka Harttila                | 2000–2004  | ambassadeur       |
| Tapio Saarela                 | 2004–2008  | ambassadeur       |
| Irmeli Mustonen               | 2008–2011  | ambassadeur       |
| Ulla Väistö                   | 2011– 2015 | ambassadeur       |
| Päivi Pohjanheimo             | 2015-2019  | ambassadeur       |
| Marjut Akola                  | 2019-      | ambassadeur       |

### Dublin (Irlande)
| Représentant,                              | Période   | Poste       |
| ------------------------------------------ | --------- | ----------- |
| Alexander Thesleff (Bryssel)               | 1961–1963 | envoyé      |
| Olavi Murto (Bryssel)                      | 1963–1964 | envoyé      |
| Sigurd von Numers (La Haye)                | 1964–1965 | envoyé      |
| Sigurd von Numers (La Haye)                | 1965–1970 | ambassadeur |
| Paul Gustafsson (La Haye)                  | 1970–1973 | ambassadeur |
| Henrik Blomstedt (La Haye)                 | 1973–1978 | ambassadeur |
| Ensio Helaniemi (La Haye)                  | 1978–1983 | ambassadeur |
| Matti Häkkänen (La Haye)                   | 1983–1987 | ambassadeur |
| Osmo Lares (La Haye, vuodesta 1989 Dublin) | 1987–1991 | ambassadeur |
| Ulf-Erik Slotte                            | 1991–1996 | ambassadeur |
| Timo Jalkanen                              | 1996–2001 | ambassadeur |
| Pekka Oinonen                              | 2001–2005 | ambassadeur |
| Seppo Kauppila                             | 2005–2009 | ambassadeur |
| Pertti Majanen                             | 2009–2013 | ambassadeur |
| Hilkka Nenonen                             | 2013–2015 | ambassadeur |
| Jaana Teckenberg                           | 2016-2019 | ambassadeur |
| Raili Lahnalampi                           | 2019-     | ambassadeur |

### La Haye (Pays-Bas)
| Représentant,                | Période   | Poste             |
| ---------------------------- | --------- | ----------------- |
| Erik Ehrström                | 1919      | va. accrédité     |
| Yrjö Saastamoinen            | 1919–1920 | va. accrédité     |
| Yrjö Saastamoinen            | 1920–1921 | chargé d’affaires |
| G. A. Gripenberg             | 1921–1923 | chargé d’affaires |
| Yrjö Saastamoinen            | 1923–1924 | chargé d’affaires |
| Yrjö Saastamoinen            | 1924–1925 | asianhoitaja      |
| Armas Saastamoinen (Londres) | 1926–1932 | envoyé            |
| Harald Hellström             | 1932      | asianhoitaja      |
| Wäinö Wuolijoki (Oslo)       | 1933–1938 | envoyé            |
| Leonard Åström (Bryssel)     | 1938–1939 | envoyé            |
| Hugo Valvanne (Bryssel)      | 1939–1940 | envoyé            |
| Paavo Pajula (Copenhague)    | 1940      | envoyé            |
| Asko Ivalo                   | 1947–1951 | envoyé            |
| Aarno Yrjö-Koskinen          | 1951      | envoyé            |
| Aarne Wuorimaa               | 1951–1957 | envoyé            |
| Aarne Wuorimaa               | 1957–1959 | ambassadeur       |
| Helge von Knorring           | 1969–1964 | ambassadeur       |
| Sigurd von Numers            | 1964–1970 | ambassadeur       |
| Paul Gustafsson              | 1970–1973 | ambassadeur       |
| Henrik Blomstedt             | 1973–1978 | ambassadeur       |
| Ensio Helaniemi              | 1978–1983 | ambassadeur       |
| Matti Häkkänen               | 1983–1987 | ambassadeur       |
| Osmo Lares                   | 1987–1989 | ambassadeur       |
| Joel Pekuri                  | 1989–1991 | ambassadeur       |
| Erkki Mäentakanen            | 1991–1997 | ambassadeur       |
| Pertti Harvola               | 1998–2001 | ambassadeur       |
| Pekka Säilä                  | 2001–2005 | ambassadeur       |
| Mikko Jokela                 | 2005–2009 | ambassadeur       |
| Klaus Korhonen               | 2009–2013 | ambassadeur       |
| Liisa Talonpoika             | 2013–2015 | ambassadeur       |
| Katri Viinikka               | 2015-2018 | ambassadeur       |
| Päivi Kaukoranta             | 2018-     | ambassadeur       |

### Kiev (Ukraine)
| Représentant,       | Période    | Poste             |
| ------------------- | ---------- | ----------------- |
| Herman Gummerus     | 1918–1919  | chargé d’affaires |
| Boris Gyllenbögel   | 1920       | accrédité         |
| Erik Ulfstedt       | 1992–1995  | ambassadeur       |
| Martti Isoaro       | 1996–2000  | ambassadeur       |
| Timo Repo           | 2001–2003  | ambassadeur       |
| Laura Reinilä       | 2003–2007  | ambassadeur       |
| Christer Michelsson | 2007–2011  | ambassadeur       |
| Arja Makkonen       | 2011– 2015 | ambassadeur       |
| Juha Virtanen       | 2015-2019  | ambassadeur       |
| Päivi Laine         | 2019-      | ambassadeur       |

### Copenhague (Danemark)
| Représentant             | Poste     | Période           |
| ------------------------ | --------- | ----------------- |
| Armas Saastamoinen       | 1918      | chargé d’affaires |
| Armas Saastamoinen       | 1918–1919 | envoyé            |
| Werner Cajanus           | 1919      | chargé d’affaires |
| Gustaf Idman             | 1919–1927 | envoyé            |
| E. N. Setälä             | 1927–1930 | envoyé            |
| Onni Talas               | 1930–1934 | envoyé            |
| Rolf Thesleff            | 1934–1938 | envoyé            |
| Paavo Pajula             | 1939–1945 | envoyé            |
| P. J. Hynninen           | 1946–1953 | envoyé            |
| Päivö Tarjanne           | 1953–1954 | envoyé            |
| Päivö Tarjanne           | 1954–1956 | ambassadeur       |
| T. O. Vahervuori         | 1956–1957 | ambassadeur       |
| Armas Yöntilä            | 1957–1959 | ambassadeur       |
| Olli Kaila               | 1959–1961 | ambassadeur       |
| Päivö Tarjanne           | 1961–1970 | ambassadeur       |
| Jaakko Hallama           | 1970–1974 | ambassadeur       |
| Veli Helenius            | 1974–1977 | ambassadeur       |
| Yrjö Väänänen            | 1977–1985 | ambassadeur       |
| Eva-Christina Mäkeläinen | 1985–1990 | ambassadeur       |
| Johannes Bäckström       | 1990–1995 | ambassadeur       |
| Ralf Friberg             | 1995–2001 | ambassadeur       |
| Pekka Ojanen             | 2001–2005 | ambassadeur       |
| Eero Salovaara           | 2005–2009 | ambassadeur       |
| Maarit Jalava            | 2009–2013 | ambassadeur       |
| Ann-Marie Nyroos         | 2013–2017 | ambassadeur       |
| Vesa Vasara              | 2017-     | ambassadeur       |

### Lisbonne (Portugal)
| Représentant                  | Période   | Poste             |
| ----------------------------- | --------- | ----------------- |
| Onni Talas (Madrid)           | 1920–1921 | accrédité         |
| Yrjö Saastamoinen (Madrid)    | 1921–1923 | chargé d’affaires |
| G. A. Gripenberg (Madrid)     | 1923–1929 | chargé d’affaires |
| Niilo Orasmaa (Madrid)        | 1929–1933 | chargé d’affaires |
| George Winckelmann (Madrid)   | 1933–1945 | chargé d’affaires |
| George Winckelmann (Madrid)   | 1933–1934 | chargé d’affaires |
| George Winckelmann (Madrid)   | 1940–1945 | envoyé            |
| Aarno Yrjö-Koskinen (La Haye) | 1951      | envoyé            |
| Aarne Wuorimaa (La Haye)      | 1951–1959 | envoyé            |
| Helge von Knorring (La Haye)  | 1959–1964 | envoyé            |
| Olavi Munkki (Berne)          | 1964–1965 | envoyé            |
| Ragnar Smedslund (Berne)      | 1965–1967 | ambassadeur       |
| Björn-Olof Alholm (Berne)     | 1968–1970 | ambassadeur       |
| Martti Salomies (Berne)       | 1970–1974 | ambassadeur       |
| Kaarlo Mäkelä (Berne)         | 1974–1976 | ambassadeur       |
| Joel Toivola (Berne)          | 1977–1979 | ambassadeur       |
| Pekka J. Korvenheimo          | 1975–1978 | chargé d’affaires |
| Pentti Talvitie               | 1979–1984 | ambassadeur       |
| Lars Lindeman                 | 1984–1985 | ambassadeur       |
| Pekka Malinen                 | 1985–1988 | ambassadeur       |
| Olli Auero                    | 1988–1991 | ambassadeur       |
| Dieter Vitzthum von Eckstädt  | 1991–1997 | ambassadeur       |
| Matti Häkkänen                | 1997–2001 | ambassadeur       |
| Esko Kiuru                    | 2001–2005 | ambassadeur       |
| Sauli Feodorow                | 2005–2009 | ambassadeur       |
| Asko Numminen                 | 2009–2013 | ambassadeur       |
| Outi Holopainen               | 2013-2016 | ambassadeur       |
| Tarja Laitiainen              | 2016-     | ambassadeur       |

### Londres (Grande-Bretagne)
| Représentant,        | Période    | Poste             |
| -------------------- | ---------- | ----------------- |
| Rudolf Holsti        | 1918–1919  | va. edustaja      |
| Ossian Donner        | 1919       | va. edustaja      |
| Ossian Donner        | 1919       | chargé d’affaires |
| Ossian Donner        | 1919–1926  | envoyé            |
| Armas Saastamoinen   | 1926–1932  | envoyé            |
| G. A. Gripenberg     | 1933–1942  | envoyé            |
| Eero Wuori           | 1945–1947  | edustaja          |
| Eero Wuori           | 1947–1952  | envoyé            |
| Ernst Ossian Soravuo | 1952–1955  | envoyé            |
| Sakari Tuomioja      | 1955–1957  | Ambassadeur       |
| Leo Tuominen         | 1957–1968  | Ambassadeur       |
| Otso Wartiovaara     | 1968–1974  | Ambassadeur       |
| Richard Tötterman    | 1975–1983  | Ambassadeur       |
| Ilkka Pastinen       | 1983–1991  | Ambassadeur       |
| Leif Blomqvist       | 1991–1997  | Ambassadeur       |
| Pertti Salolainen    | 1996–2004  | Ambassadeur       |
| Jaakko Laajava       | 2005–2010  | Ambassadeur       |
| Pekka Huhtaniemi     | 2010–2015  | Ambassadeur       |
| Päivi Luostarinen    | 2015– 2019 | Ambassadeur       |
| Markku Keinänen      | 2019-      | Ambassadeur       |

### Madrid (Espagne)
| Représentant            | Période   | Poste             |
| ----------------------- | --------- | ----------------- |
| Lorenzo Kihlman         | 1918–1919 | chargé d’affaires |
| Onni Talas              | 1919–1921 | chargé d’affaires |
| Herman Saastamoinen     | 1921–1923 | chargé d’affaires |
| G. A. Gripenberg        | 1923–1929 | chargé d’affaires |
| Yrjö Orasmaa            | 1929–1933 | chargé d’affaires |
| George Winckelmann      | 1933–1934 | chargé d’affaires |
| George Winckelmann      | 1934–1940 | chargé d’affaires |
| George Winckelmann      | 1940–1945 | envoyé            |
| Karl Brotherus          | 1955–1957 | chargé d’affaires |
| Tapio Voionmaa          | 1957–1960 | ambassadeur       |
| Lauri Hjelt             | 1961–1966 | ambassadeur       |
| Aaro Pakaslahti         | 1966–1969 | ambassadeur       |
| Jussi Montonen          | 1969–1972 | ambassadeur       |
| Heikki Hannikainen      | 1972–1978 | ambassadeur       |
| Joel Pekuri             | 1978–1984 | ambassadeur       |
| Carolus Lassila         | 1984–1987 | ambassadeur       |
| Heikki Kalha            | 1988–1990 | ambassadeur       |
| Eeva-Kristiina Forsman  | 1990–1996 | ambassadeur       |
| Pekka J. Korvenheimo    | 1996–2001 | ambassadeur       |
| Charles Murto           | 2001–2005 | ambassadeur       |
| Maija Lähteenmäki       | 2005–2009 | ambassadeur       |
| Markku Keinänen         | 2009–2013 | ambassadeur       |
| Roberto Tanzi-Albi      | 2013–2017 | ambassadeur       |
| Tiina Jortikka-Laitinen | 2017-     | ambassadeur       |

### Moscou (Russie/ Union soviétique)

#### Union soviétique
| Représentant         | Période   | Poste             |
| -------------------- | --------- | ----------------- |
| Anders Ahonen        | 1921      | accrédité         |
| Eero Järnefelt       | 1921      | chargé d’affaires |
| Karl Gyllenbögel     | 1921–1922 | chargé d’affaires |
| Eero Järnefelt       | 1922–1923 | chargé d’affaires |
| Antti Hackzell       | 1922–1927 | envoyé            |
| Pontus Artti         | 1927–1930 | envoyé            |
| Aarno Yrjö-Koskinen  | 1931–1939 | envoyé            |
| Juho Kusti Paasikivi | 1940–1941 | envoyé            |
| Cay Sundström        | 1945–1953 | envoyé            |
| Åke Gartz            | 1953–1954 | envoyé            |
| Åke Gartz            | 1954–1955 | ambassadeur       |
| Eero Wuori           | 1955–1963 | ambassadeur       |
| Jorma Vanamo         | 1963–1967 | ambassadeur       |
| Jaakko Hallama       | 1967–1970 | ambassadeur       |
| Björn-Olof Alholm    | 1970–1974 | ambassadeur       |
| Jaakko Hallama       | 1974–1982 | ambassadeur       |
| Aarno Karhilo        | 1983–1988 | ambassadeur       |
| Heikki Talvitie      | 1988–1991 | ambassadeur       |

#### Russie
| Représentant    | Période   | Poste       |
| --------------- | --------- | ----------- |
| Heikki Talvitie | 1991–1992 | ambassadeur |
| Arto Mansala    | 1993–1996 | ambassadeur |
| Markus Lyra     | 1996–2000 | ambassadeur |
| René Nyberg     | 2000–2004 | ambassadeur |
| Harry Helenius  | 2004–2008 | ambassadeur |
| Matti Anttonen  | 2008–2012 | ambassadeur |
| Hannu Himanen   | 2012–2016 | ambassadeur |
| Mikko Hautala   | 2016-     | ambassadeur |

### Nicosie (Chypre)
| Représentant                    | Période   | Poste       |
| ------------------------------- | --------- | ----------- |
| T. O. Vahervuori (Rome)         | 1961–1964 | envoyé      |
| T. O. Vahervuori (Rome)         | 1964–1968 | ambassadeur |
| Leo Tuominen (Rome)             | 1968–1969 | ambassadeur |
| Jorma Vanamo (Rome)             | 1970–1975 | ambassadeur |
| Matti Kahiluoto (Tel Aviv)      | 1975–1981 | ambassadeur |
| Paaso Helminen (Tel Aviv)       | 1981–1982 | ambassadeur |
| Erkki Mäentakanen (Tel Aviv)    | 1982–1984 | ambassadeur |
| Taneli Kekkonen (Tel Aviv)      | 1984–1985 | ambassadeur |
| Osmo Väinölä (Tel Aviv)         | 1985–1989 | ambassadeur |
| Pekka J. Korvenheimo (Tel Aviv) | 1989–1993 | ambassadeur |
| Arto Tanner (Tel Aviv)          | 1993–1997 | ambassadeur |
| Pasi Patokallio (Tel Aviv)      | 1997–2003 | ambassadeur |
| Kari Veijalainen (Tel Aviv)     | 2003–2004 | ambassadeur |
| Risto Piipponen                 | 2004–2008 | ambassadeur |
| Riitta Resch                    | 2008–2012 | ambassadeur |
| Anu Saarela                     | 2013–2016 | ambassadeur |
| Timo Heino                      | 2016-     | ambassadeur |

### Oslo (Norvège)
| Représentant                | Période   | Poste       |
| --------------------------- | --------- | ----------- |
| Allan Serlachius            | 1918–1919 | envoyé      |
| Rolf Thesleff               | 1919–1925 | envoyé      |
| Östen Elfving               | 1926–1930 | envoyé      |
| Wäinö Wuolijoki             | 1933–1940 | envoyé      |
| Päivö Tarjanne              | 1945–1950 | envoyé      |
| Eduard Palin                | 1950–1954 | envoyé      |
| Eduard Palin                | 1954–1958 | ambassadeur |
| Tyyne Leivo-Larsson         | 1958–1966 | ambassadeur |
| Pentti Suomela              | 1966–1972 | ambassadeur |
| Reino Honkaranta            | 1972      | ambassadeur |
| Olavi Munkki                | 1973–1976 | ambassadeur |
| Lars Lindeman               | 1976–1984 | ambassadeur |
| Henrik Blomstedt            | 1984–1988 | ambassadeur |
| Kaarlo Juhana Yrjö-Koskinen | 1988–1993 | ambassadeur |
| Jorma Inki                  | 1993–1999 | ambassadeur |
| Ole Norrback                | 1999–2003 | ambassadeur |
| Pekka Huhtaniemi            | 2003–2005 | ambassadeur |
| Peter Stenlund              | 2006–2010 | ambassadeur |
| Maimo Henriksson            | 2010–2014 | ambassadeur |
| Erik Lundberg               | 2014-2018 | ambassadeur |
| Mikael Antell               | 2018 -    | ambassadeur |

### Paris (France)
| Représentant                   | Période   | Poste             |
| ------------------------------ | --------- | ----------------- |
| Lorenzo Kihlman                | 1918      | chargé d’affaires |
| Erik Ehrström                  | 1918–1919 | va. accrédité     |
| Carl Enckell                   | 1919–1927 | envoyé            |
| Harri Holma                    | 1927–1943 | envoyé            |
| Johan Helo                     | 1945–1954 | envoyé            |
| Johan Helo                     | 1954–1956 | ambassadeur       |
| Richard Seppälä                | 1956–1958 | ambassadeur       |
| Gunnar Palmroth                | 1958–1965 | ambassadeur       |
| Richard Seppälä                | 1965–1972 | ambassadeur       |
| Ralph Enckell                  | 1972–1976 | ambassadeur       |
| Aarno Karhilo                  | 1977–1982 | ambassadeur       |
| Ossi Sunell                    | 1983–1986 | ambassadeur       |
| Seppo Pietinen                 | 1986–1988 | ambassadeur       |
| Matti Häkkänen                 | 1988–1993 | ambassadeur       |
| Klaus Törnudd                  | 1993–1996 | ambassadeur       |
| Antti Hynninen                 | 1997–2001 | ambassadeur       |
| Esko Hamilo                    | 2001–2005 | ambassadeur       |
| Charles Murto                  | 2005–2008 | ambassadeur       |
| Pilvi-Sisko Vierros Villeneuve | 2009–2013 | ambassadeur       |
| Risto Piipponen                | 2013–2018 | ambassadeur       |
| Teemu Tanner                   | 2018-2022 | ambassadeur       |
| Matti Anttonen                 | 2022-     | ambassadeur       |

### Prague (Tchécoslovaquie / Tchéquie)

#### Tchécoslovaquie
| Relations diplomatiques établies             | Relations diplomatiques établies             | Relations diplomatiques établies             |
| 1920. 1939 (interrompues). 1947 (réétablies) | 1920. 1939 (interrompues). 1947 (réétablies) | 1920. 1939 (interrompues). 1947 (réétablies) |
| Représentant                                 | Période                                      | Poste                                        |
| -------------------------------------------- | -------------------------------------------- | -------------------------------------------- |
| Gustaf Idman (Riga, après 1928 Varsovie)     | 1927–1935                                    | envoyé                                       |
| Armas Yöntilä                                | 1935–1938                                    | chargé d’affaires                            |
| Ensio Hiitonen                               | 1938–1939                                    | chargé d’affaires                            |
| Eduard Palin                                 | 1947–1950                                    | envoyé                                       |
| Ragnar Numelin                               | 1950–1953                                    | envoyé                                       |
| Urho Toivola                                 | 1953–1957                                    | envoyé                                       |
| Jaakko Ahokas                                | 1957–1959                                    | envoyé                                       |
| Jaakko Ahokas                                | 1959–1962                                    | ambassadeur                                  |
| Atle Asanti                                  | 1962–1972                                    | ambassadeur                                  |
| Joel Toivola                                 | 1972–1976                                    | ambassadeur                                  |
| Olli Auero                                   | 1976–1980                                    | ambassadeur                                  |
| Antti Karppinen                              | 1980–1985                                    | ambassadeur                                  |
| Eero Yrjölä                                  | 1985–1990                                    | ambassadeur                                  |
| Pauli Opas                                   | 1990–1992                                    | ambassadeur                                  |

#### Tchéquie
| Relations diplomatiques établies | Relations diplomatiques établies | Relations diplomatiques établies |
| 1.1.1993.                        | 1.1.1993.                        | 1.1.1993.                        |
| Représentant                     | Période                          | Poste                            |
| -------------------------------- | -------------------------------- | -------------------------------- |
| Pauli Opas                       | 1993–1994                        | ambassadeur                      |
| Esko Rajakoski                   | 1994–1999                        | ambassadeur                      |
| Risto Rännäli                    | 1999–2003                        | ambassadeur                      |
| Jorma Inki                       | 2003–2007                        | ambassadeur                      |
| Hannu Kyröläinen                 | 2007-2010                        | ambassadeur                      |
| Päivi Hiltunen-Toivio            | 2010-2014                        | ambassadeur                      |
| Helena Tuuri                     | 2014-2018                        | ambassadeur                      |
| Jukka Pesola                     | 2018-                            | ambassadeur                      |

### Reykjavik (Islande)
| Représentant               | Période   | Poste             |
| -------------------------- | --------- | ----------------- |
| Päivö Tarjanne (Oslo)      | 1947–1950 | envoyé            |
| Eduard Palin (Oslo)        | 1950–1958 | envoyé            |
| Tyyne Leivo-Larsson (Oslo) | 1958–1964 | envoyé            |
| Tyyne Leivo-Larsson (Oslo) | 1964–1965 | ambassadeur       |
| Pentti Suomela (Oslo)      | 1966–1972 | ambassadeur       |
| Olavi Munkki (Oslo)        | 1973–1976 | ambassadeur       |
| Lars Lindeman              | 1976–1982 | ambassadeur       |
| Martin Isaksson            | 1982–1985 | ambassadeur       |
| Anders Huldén              | 1985–1989 | ambassadeur       |
| Håkan Branders             | 1989–1993 | ambassadeur       |
| Tom Söderman               | 1993–2000 | ambassadeur       |
| Timo Koponen               | 2000–2004 | ambassadeur       |
| Kai Granholm               | 2004–2008 | ambassadeur       |
| Hannu Hämäläinen           | 2008–2010 | ambassadeur       |
| Ari Tasanen                | 2010–2011 | chargé d’affaires |
| Irma Ertman                | 2011–2014 | ambassadeur       |
| Valtteri Hirvonen          | 2014-2018 | ambassadeur       |
| Ann-Sofie Stude            | 2018-     | ambassadeur       |

### Riga (Lettonie)
| Période                  | Représentant | Poste         |
| ------------------------ | ------------ | ------------- |
| Reino Sylvander          | 1920–1921    | va. accrédité |
| Erkki Reijonen (Tallinn) | 1922–1923    | envoyé        |
| Rudolf Holsti (Tallinn)  | 1923-1926    | envoyé        |
| Reino Sylvander          | 1926-1927    | envoyé        |
| Gustaf Idman             | 1927–1928    | envoyé        |
| Paavo Hynninen           | 1928-1933    | envoyé        |
| Eduard Palin             | 1933-1940    | envoyé        |
| Antti Lassila            | 1991–1995    | ambassadeur   |
| Hannu Hämäläinen         | 1995–2000    | ambassadeur   |
| Kirsti Eskelinen         | 2000–2004    | ambassadeur   |
| Pekka Wuoristo           | 2004–2008    | ambassadeur   |
| Maria Serenius           | 2008–2012    | ambassadeur   |
| Pirkko Hämäläinen        | 2012–2014    | ambassadeur   |
| Olli Kantanen            | 2014-2018    | ambassadeur   |
| Riitta Korpivaara        | 2018-        | ambassadeur   |

### Rome (Italie)
| Représentant,          | Période   | Poste             |
| ---------------------- | --------- | ----------------- |
| Herman Gummerus        | 1919      | chargé d’affaires |
| Herman Gummerus        | 1920–1925 | envoyé            |
| Rolf Thesleff          | 1925–1930 | envoyé            |
| Pontus Artti           | 1931–1936 | envoyé            |
| Rafael Erich           | 1936–1938 | envoyé            |
| Eero Järnefelt         | 1938–1940 | envoyé            |
| Onni Talas             | 1940–1944 | envoyé            |
| Harri Holma            | 1947–1953 | envoyé            |
| Asko Ivalo             | 1954      | envoyé            |
| Asko Ivalo             | 1954–1961 | ambassadeur       |
| T. O. Vahervuori       | 1961–1968 | ambassadeur       |
| Leo Tuominen           | 1968–1969 | ambassadeur       |
| Jorma Vanamo           | 1970–1975 | ambassadeur       |
| Taneli Kekkonen        | 1975–1980 | ambassadeur       |
| Paul Jyrkänkallio      | 1980–1985 | ambassadeur       |
| Eeva-Kristiina Forsman | 1985–1990 | ambassadeur       |
| Ossi Sunell            | 1990–1993 | ambassadeur       |
| Matti Häkkänen         | 1993–1997 | ambassadeur       |
| Dieter Vitzthum        | 1997–2003 | ambassadeur       |
| Alec Aalto             | 2003–2006 | ambassadeur       |
| Pauli Mäkelä           | 2006–2010 | ambassadeur       |
| Petri Tuomi-Nikula     | 2010–2015 | ambassadeur       |
| Janne Taalas           | 2015-2019 | ambassadeur       |
| Pia Rantala-Engberg    | 2019-     | ambassadeur       |

### Sofia (Bulgarie)
| Représentant,              | Période   | Poste             |
| -------------------------- | --------- | ----------------- |
| Väinö Tanner               | 1920–1921 | chargé d’affaires |
| Väinö Tanner               | 1921–1923 | envoyé            |
| Pontus Artti (Rome)        | 1932–1934 | envoyé            |
| Onni Talas (Budapest)      | 1934–1940 | envoyé            |
| Aarne Wuorimaa (Budapest)  | 1940–1944 | envoyé            |
| Ville Niskanen ( Belgrade) | 1948–1950 | envoyé            |
| Cay Sundström (Moscou)     | 1950–1953 | envoyé            |
| Åke Gartz (Moscou)         | 1953–1955 | envoyé            |
| Eero Wuori (Moscou)        | 1955–1956 | envoyé            |
| Gunnar Palmroth (Varsovie) | 1956–1958 | envoyé            |
| Jorma Vanamo (Varsovie)    | 1958–1963 | envoyé            |
| Martti Ingman (Varsovie)   | 1963–1964 | envoyé            |
| Wilhelm Schreck            | 1964–1968 | ambassadeur       |
| Paul Jyrkänkallio          | 1969–1972 | ambassadeur       |
| Soini Palasto              | 1972–1979 | ambassadeur       |
| Esko Vaartela              | 1979–1983 | ambassadeur       |
| Åke Backström              | 1983–1986 | ambassadeur       |
| Klaus Snellman             | 1986–1989 | ambassadeur       |
| Pekka Oinonen              | 1990–1992 | ambassadeur       |
| Mauno Castrén              | 1992–1994 | ambassadeur       |
| Tapio Saarela              | 1995–2000 | ambassadeur       |
| Taisto Tolvanen            | 2000–2005 | ambassadeur       |
| Kauko Jämsén               | 2005–2009 | ambassadeur       |
| Tarja Laitiainen           | 2009–2012 | ambassadeur       |
| Harri Salmi                | 2012–2016 | ambassadeur       |
| Päivi Blinnikka            | 2016 -    | ambassadeur       |

### Tallinn (Estonie)
| Représentant       | Période   | Poste             |
| ------------------ | --------- | ----------------- |
| Erkki Reijonen     | 1919–1920 | va. accrédité     |
| Erkki Reijonen     | 1920–1921 | chargé d’affaires |
| Erkki Reijonen     | 1921–1923 | envoyé            |
| Rudolf Holsti      | 1923–1927 | envoyé            |
| Aarne Wuorimaa     | 1928–1933 | envoyé            |
| P. J. Hynninen     | 1933–1940 | envoyé            |
| Jaakko Kaurinkoski | 1991–1996 | ambassadeur       |
| Pekka Oinonen      | 1996–2001 | ambassadeur       |
| Jaakko Blomberg    | 2001–2005 | ambassadeur       |
| Jaakko Kalela      | 2005–2010 | ambassadeur       |
| Aleksi Härkönen    | 2010–2014 | ambassadeur       |
| Kirsti Narinen     | 2014–2018 | ambassadeur       |
| Timo Kantola       | 2018-     | ambassadeur       |

### Stockholm (Suède)
| Représentant          | Période    | Poste             |
| --------------------- | ---------- | ----------------- |
| Alexis Gripenberg     | 1918       | chargé d’affaires |
| Alexis Gripenberg     | 1918–1919  | envoyé            |
| Werner Söderhjelm     | 1919–1928  | envoyé            |
| Rafael Erich          | 1928–1936  | envoyé            |
| Juho Kusti Paasikivi  | 1936–1939  | envoyé            |
| Eljas Erkko           | 1939–1940  | envoyé            |
| Jarl Axel Wasastjerna | 1940–1943  | envoyé            |
| G. A. Gripenberg      | 1943–1954  | envoyé            |
| G. A. Gripenberg      | 1954–1956  | ambassadeur       |
| Päivö Tarjanne        | 1956–1961  | ambassadeur       |
| Sakari Tuomioja       | 1961–1964  | ambassadeur       |
| Eero Wuori            | 1964–1965  | chargé d’affaires |
| Ralph Enckell         | 1965–1969  | ambassadeur       |
| Leo Tuominen          | 1969–1972  | ambassadeur       |
| Max Jakobson          | 1972–1975  | ambassadeur       |
| Jorma Vanamo          | 1975–1980  | ambassadeur       |
| Paul Gustafsson       | 1980–1983  | ambassadeur       |
| Björn-Olof Alholm     | 1983–1991  | ambassadeur       |
| Matti Kahiluoto       | 1991–1996  | ambassadeur       |
| Heikki Talvitie       | 1996–2002  | ambassadeur       |
| Pertti Torstila       | 2002–2006  | ambassadeur       |
| Alec Aalto            | 2006–2010  | ambassadeur       |
| Markus Lyra           | 2010–2011  | ambassadeur       |
| Harry Helenius        | 2011–2014  | ambassadeur       |
| Jarmo Viinanen        | 2014-2016  | ambassadeur       |
| Matti Anttonen        | 2017- 2018 | ambassadeur       |
| Liisa Talonpoika      | 2018-      | ambassadeur       |

### Varsovie (Pologne)
| Représentant                          | Période   | Poste             |
| ------------------------------------- | --------- | ----------------- |
| Boris Gyllenbögel                     | 1919–1920 | chargé d’affaires |
| Boris Gyllenbögel                     | 1920–1921 | envoyé            |
| Erik Ehrström                         | 1922–1926 | envoyé            |
| Hjalmar J. Procopé                    | 1926–1928 | envoyé            |
| Gustaf Idman                          | 1928–1938 | envoyé            |
| Bruno Kivikoski (après 1939 Bucarest) | 1938–1940 | envoyé            |
| Eero Järnefelt                        | 1945–1954 | envoyé            |
| Eero Järnefelt                        | 1954–1955 | ambassadeur       |
| Gunnar Palmroth                       | 1955–1958 | ambassadeur       |
| Jorma Vanamo                          | 1958–1963 | ambassadeur       |
| Martti Ingman                         | 1963–1967 | ambassadeur       |
| Osmo Orkomies                         | 1967–1972 | ambassadeur       |
| Jussi Montonen                        | 1972–1976 | ambassadeur       |
| Ralph Enckell                         | 1976–1980 | ambassadeur       |
| Taneli Kekkonen                       | 1980–1984 | ambassadeur       |
| Olavi Rautio                          | 1984–1987 | ambassadeur       |
| Unto Turunen                          | 1988–1991 | ambassadeur       |
| Jyrki Aimonen                         | 1991–1995 | ambassadeur       |
| Seppo Kauppila                        | 1995–2000 | ambassadeur       |
| Hannu Hämäläinen                      | 2000–2004 | ambassadeur       |
| Jan Store                             | 2004–2008 | ambassadeur       |
| Vesa Himanen                          | 2008–2012 | ambassadeur       |
| Jari Vilén                            | 2012–2014 | ambassadeur       |
| Hanna Lehtinen                        | 2014-2018 | ambassadeur       |
| Juha Ottman                           | 2018-     | ambassadeur       |

### Saint-Siège (Vatican)
| Représentant     | Période   | Poste             |
| ---------------- | --------- | ----------------- |
| G. A. Gripenberg | 1942–1943 | envoyé            |
| Harri Holma      | 1943–1947 | envoyé            |
| Göran Stenius    | 1947–1951 | chargé d’affaires |

Depuis 1947, les relations de la Finlande avec le Saint-Siège sont assurées, entre autres, par l’ambassadeur à Berne, Madrid, Vienne, Le Caire, Varsovie ou Zagreb,suurlähettiläät

### Vilnius (Lituanie)
| Représentant,          | Période   | Poste             |
| ---------------------- | --------- | ----------------- |
| Reino Sylvander (Riga) | 1920–1921 | accrédité         |
| Reino Sylvander (Riga) | 1921–1926 | chargé d’affaires |
| Reino Sylvander (Riga) | 1926–1927 | envoyé            |
| Gustaf Idman (Riga)    | 1927–1928 | envoyé            |
| P. J. Hynninen (Riga)  | 1928–1933 | envoyé            |
| Eduard Palin (Riga)    | 1933–1940 | envoyé            |
| Taisto Tolvanen        | 1992–1996 | ambassadeur       |
| Rauno Viemerö          | 1996–2000 | ambassadeur       |
| Taina Kiekko           | 2000–2004 | ambassadeur       |
| Timo Lahelma           | 2004–2008 | ambassadeur       |
| Marja-Liisa Kiljunen   | 2008–2012 | ambassadeur       |
| Harri Mäki-Reinikka    | 2013–2016 | ambassadeur       |
| Christer Michelsson    | 2016–     | ambassadeur       |

### Vienne (Autriche)
| Représentant                     | Période     | Poste             |
| -------------------------------- | ----------- | ----------------- |
| Harri Holma (Berlin)             | 1921–1927   | envoyé            |
| Wäinö Wuolijoki (Berlin)         | 1927–1933   | envoyé            |
| Onni Talas (Copenhague/Budapest) | 1933–1938   | envoyé            |
| Eduard Palin (Prague)            | 1949–1950   | envoyé            |
| Ragnar Nummelin (Prague)         | 1950–1953   | envoyé            |
| Urho Toivola (Prague)            | 1953–1957   | envoyé            |
| Carl Olof Frietsch               | 1957–1961   | chargé d’affaires |
| Otso Wartiovaara                 | 1961–1968   | ambassadeur       |
| Jussi Mäkinen                    | 1968–1976   | ambassadeur       |
| Seppo Pietinen                   | 1976–1980   | ambassadeur       |
| Björn-Olof Alholm                | 1980–1983   | ambassadeur       |
| Kaarlo Juhana Yrjö-Koskinen      | 1983–1988   | ambassadeur       |
| Matti Kahiluoto                  | 1988–1991   | ambassadeur       |
| Alec Aalto                       | 1991–1995   | ambassadeur       |
| Eva-Christina Mäkeläinen         | 1995–1998   | ambassadeur       |
| Tom Grönberg                     | 1998–2005   | ambassadeur       |
| Kirsti Kauppi                    | 2005–2009   | ambassadeur       |
| Marjatta Rasi                    | 2009–2013   | ambassadeur       |
| Anu Laamanen                     | 2013–2016   | ambassadeur       |
| Hannu Kyröläinen                 | 2016-2019   | ambassadeur       |
| Pirkko Hämäläinen                | 2019-alkaen | ambassadeur       |

### Zagreb (Croatie)
| Représentant                 | Période   | Poste       |
| ---------------------------- | --------- | ----------- |
| Pertti Torstila              | 1992-1996 | ambassadeur |
| Elisabeth Tigerstedt-Tähtelä | 1997–1998 | ambassadeur |
| Osmo Lipponen                | 1998–2002 | ambassadeur |
| Ilpo Manninen                | 2002–2007 | ambassadeur |
| Ann-Marie Nyroos             | 2007–2010 | ambassadeur |
| Juha Ottman                  | 2010–2013 | ambassadeur |
| Timo Rajakangas              | 2013–2017 | ambassadeur |
| Risto Piipponen              | 2018-     | ambassadeur |

## Représentations fermées

### Bratislava (Tchécoslovaquie/Slovaquie)

#### République slovaque (1939–1945)
| Relations diplomatiques établies | Relations diplomatiques établies | Relations diplomatiques établies |
| 1943 . 1944 (katkaistiin)        | 1943 . 1944 (katkaistiin)        | 1943 . 1944 (katkaistiin)        |
| Représentant                     | Période                          | Poste                            |
| -------------------------------- | -------------------------------- | -------------------------------- |
| T. M. Kivimäki (Berlin)          | 1940–1944                        | envoyé                           |
| Tauno Suontausta                 | 1944–1943                        | chargé d’affaires                |
| Ernst Bertil Sohlberg            | 1944                             | chargé d’affaires                |

#### Slovaquie
L'ambassade de Bratislava est fermée à partir du 1er septembre 2015, l'ambassadeur est accrédité de Prague
| Relations diplomatiques établies | Relations diplomatiques établies | Relations diplomatiques établies |
| 1.1.1993.                        | 1.1.1993.                        | 1.1.1993.                        |
| Représentant                     | Période                          | Poste                            |
| -------------------------------- | -------------------------------- | -------------------------------- |
| Pauli Opas (Prague)              | 1993–1994                        | ambassadeur                      |
| Esko Rajakoski (Prague)          | 1994–1999                        | ambassadeur                      |
| Risto Rännäli (Prague)           | 1999–2001                        | ambassadeur                      |
| Tom Grönberg (Vienne)            | 2001–2004                        | ambassadeur                      |
| Rauno Viemerö                    | 2004–2008                        | ambassadeur                      |
| Jukka Leino                      | 2008–2012                        | ambassadeur                      |
| Henna Knuuttila                  | 2012–2015                        | Va. asiainhoittaja               |
| Helena Tuuri (Prague)            | 2015–2018                        | ambassadeur                      |
| Jukka Pesola (Prague)            | 2018-                            | ambassadeur                      |

### Ljubljana (Slovénie)
L'ambassade de Ljubljana est fermée à partir du 1er septembre 2015. Ambassadeur accrédité de Budapest,
| Représentant,                     | Période   | Poste       |
| --------------------------------- | --------- | ----------- |
| Alec Aalto (Vienne)               | 1992–1995 | ambassadeur |
| Eva-Christina Mäkeläinen (Vienne) | 1995–1998 | ambassadeur |
| Tom Grönberg (Vienne)             | 1998–2004 | ambassadeur |
| Birgitta Stenius-Mladenov         | 2004–2009 | ambassadeur |
| Laura Kakko                       | 2009–2011 | ambassadeur |
| Pekka Metso                       | 2011–2012 | ambassadeur |
| Pasi Tuominen (Budapest)          | 2012-2015 | ambassadeur |
| Petri Tuomi-Nikula (Budapest)     | 2016-     | ambassadeur |

### Luxembourg(Luxembourg)
L'ambassade du Luxembourg fermée à partir du 31 août 2015. Ambassadeur accrédité de Bruxelles
| Représentant,                  | Période   | Poste             |
| ------------------------------ | --------- | ----------------- |
| G. A. Gripenberg (La Haye)     | 1921–1923 | chargé d’affaires |
| Yrjö Saastamoinen (La Haye)    | 1923–1924 | chargé d’affaires |
| Yrjö Saastamoinen (La Haye)    | 1924–1925 | chargé d’affaires |
| Carl Enckell (Paris)           | 1926–1927 | envoyé            |
| Harri Holma (Paris)            | 1927–1940 | envoyé            |
| Ragnar Numelin                 | 1947–1950 | envoyé            |
| Olavi Voionmaa (Bruxelles)     | 1950–1957 | envoyé            |
| Lauri Hjelt (Bruxelles)        | 1957–1959 | envoyé            |
| Alexander Thesleff (Bruxelles) | 1959–1963 | envoyé            |
| Olavi Murto (Bruxelles)        | 1963–1964 | envoyé            |
| Reino Honkaranta (Bruxelles)   | 1967–1970 | ambassadeur       |
| Aarni Talvitie (Bruxelles)     | 1970–1975 | ambassadeur       |
| Åke Wihtol (Bruxelles)         | 1975–1981 | ambassadeur       |
| Paavo Kaarlehto (Bruxelles)    | 1981–1985 | ambassadeur       |
| Aarni Talvitie (Bruxelles)     | 1985–1991 | ambassadeur       |
| Olli Mennander (Bruxelles)     | 1991–1995 | ambassadeur       |
| Johannes Bäckström             | 1995–1998 | ambassadeur       |
| Henry Söderholm                | 1998–2001 | ambassadeur       |
| Sauli Feodorow                 | 2001–2005 | ambassadeur       |
| Tarja Laitiainen               | 2005–2009 | ambassadeur       |
| Marja Lehto                    | 2009–2015 | ambassadeur       |